# کمادان
کمادان (به لاتین: Kamodon) یک تقسیمات کشوری در تاجیکستان است که در ولایت سغد واقع شده‌است. کمادان ۲۰۷ نفر جمعیت دارد.